# Paris (Maine)
Pour les articles homonymes, voir Paris (homonymie).
Paris est une ville des États-Unis du comté d’Oxford (Maine), dont elle est le siège. Elle comptait 5 179 habitants en 2020 pour une superficie de 106,1 km2. Le lieu de recensement désigné de South Paris est situé dans la ville. Parce que le bureau de poste américain se réfère à l'ensemble de la ville comme South Paris, la ville dans son ensemble est communément appelé South Paris. La principale exception est la zone connue de Paris Hill, qui est un quartier historique pittoresque populaire auprès des touristes.

## Historique
Il a été accordé par la cour générale du Massachusetts le 11 juin 1771 au capitaine Joshua Fuller de Watertown (Massachusetts) et 59 autres (ou leurs héritiers) pour le service pendant la guerre de Sept Ans. C'était la deuxième tentative de rembourser les soldats, parce que leur première subvention dans New Hampshire, fait le 24 novembre 1736 et appelé canton numéro quatre, a été jugé invalide à cause d'une réclamation faite par un créancier prioritaire des héritiers de John Mason. La terre dans le Maine serait retenu comme sous le nom de canton numéro quatre.
Il fut d'abord colonisé près du centre de la ville en 1779 par Lemuel Jackson, John Willis et leurs familles. Organisé sous le nom canton numéro quatre, il a été incorporé comme Paris le 20 juin 1793. À la création du comté d'Oxford en 1805, Paris a été désigné son siège du comté et s'est développé en une communauté prospère. Le village de Paris Hill a été établi à une altitude de 820 m, avec vue sur le mont Chocorua et le mont Washington dans les montagnes Blanches. Le quartier historique de Paris Hill, a été ajouté au registre national des lieux historiques en 1973, est un bel exemple de l'architecture du style fédéral américain et grec.

## Personnalité liée à la ville
- Hannibal Hamlin, vice-président des États-Unis en 1860-1864, est né à Paris.